# Бэр, Тио
Ти́лоньюс «Ти́о» Бэр (англ. Thelonius "Theo" Bair; 27 августа 1999, Оттава) — канадский футболист, нападающий клуба «Осер» и сборной Канады.

## Карьера

### Клубная карьера
Бэр пришёл в академию футбольного клуба «Ванкувер Уайткэпс» в августе 2015 года. До этого тренировался в командах: «Оттава Роялс» в 2006—2011 годах, «Кэпитал Юнайтед» в 2011—2013 годах и «Уэст Оттава» в 2013—2015 годах.
В 2017 году несколько раз оказывался на скамейке запасных фарм-клуба «Уайткэпс 2» в USL, но на поле ни разу не вышел.
17 июля 2018 года «Ванкувер Уайткэпс» подписал с Бэром многолетний контракт по правилу доморощенного игрока, вступавший в силу в 2019 году. Его профессиональный дебют состоялся 25 мая 2019 года в матче против «Далласа», в котором он вышел на замену на 71-й минуте. 10 августа 2019 года в матче против «Портленд Тимберс» забил свой первый гол в профессиональной карьере. Этот гол был назван голом недели в MLS, набрав в голосовании 44 %.
6 августа 2021 года Бэр был отдан в аренду клубу Первого дивизиона Норвегии «Хам-Кам» до конца сезона 2021. Свой дебют за «Хам-Кам», 18 августа в матче против «Йерва», отметил голом.
31 января 2022 года Бэр перешёл в клуб Шотландского Премьершипа «Сент-Джонстон», подписав контракт до лета 2024 года. За «Сент-Джонстон» дебютировал 9 февраля в матче против «Сент-Миррена», выйдя на замену во втором тайме. 5 октября в матче против «Килмарнока» забил свой первый гол за «Сент-Джонстон». 30 мая 2023 года «Сент-Джонстон» объявил о выставлении Бэра на трансфер. 4 июля Бэр и «Сент-Джонстон» пришли к взаимному соглашению о расторжении контракта.
1 августа 2023 года Бэр подписал двухлетний контракт с «Мотеруэллом». Дебютировал и забил свой первый гол за «Мотеруэлл» 5 августа в матче стартового тура сезона 2023/24 против «Данди».

### Международная карьера
В конце мая — начале июня 2018 года в составе сборной Канады до 21 года участвовал в Тулонском международном фестивале.
В ноябре 2018 года в составе сборной Канады до 20 лет участвовал в молодёжном чемпионате КОНКАКАФ.
Свой первый вызов в главную сборную Канады Бэр получил 3 января 2020 года в тренировочный лагерь с тремя товарищескими матчами — со сборной Барбадоса 7 и 10 января и со сборной Исландии 15 января. В первом матче с Барбадосом дебютировал за национальную сборную, выйдя на замену 71-й минуте вместо Тешо Акинделе и забив гол на 77-й минуте.
В составе сборной Канады до 23 лет Бэр принимал участие в Мужском олимпийском квалификационном турнире КОНКАКАФ 2020 в марте 2021 года.
Значился в предварительной заявке сборной Канады на Золотой кубок КОНКАКАФ 2021 из 60-ти игроков, но в окончательный состав из 23-ти игроков не попал.

## Статистика выступлений

### Клубная статистика
| Выступление       | Выступление      | Выступление      | Лига | Лига | Кубок | Кубок | Континент. | Континент. | Прочие | Прочие | Итого | Итого |
| Клуб              | Лига             | Сезон            | Игры | Голы | Игры  | Голы  | Игры       | Голы       | Игры   | Голы   | Игры  | Голы  |
| ----------------- | ---------------- | ---------------- | ---- | ---- | ----- | ----- | ---------- | ---------- | ------ | ------ | ----- | ----- |
| Ванкувер Уайткэпс | MLS              | 2019             | 17   | 2    | 1     | 0     | —          | —          | —      | —      | 18    | 2     |
| Ванкувер Уайткэпс | MLS              | 2020             | 16   | 1    | —     | —     | —          | —          | 1      | 0      | 17    | 1     |
| Ванкувер Уайткэпс | MLS              | 2021             | 4    | 0    | —     | —     | —          | —          | —      | —      | 4     | 0     |
| Ванкувер Уайткэпс | Итого            | Итого            | 37   | 3    | 1     | 0     | —          | —          | 1      | 0      | 39    | 3     |
| Хам-Кам (аренда)  | 1-й дивизион     | 2021             | 17   | 4    | 1     | 0     | —          | —          | —      | —      | 18    | 4     |
| Хам-Кам (аренда)  | Итого            | Итого            | 17   | 4    | 1     | 0     | —          | —          | —      | —      | 18    | 4     |
| Сент-Джонстон     | Премьершип       | 2021/22          | 7    | 0    | —     | —     | —          | —          | —      | —      | 7     | 0     |
| Сент-Джонстон     | Премьершип       | 2022/23          | 27   | 1    | 1     | 0     | —          | —          | 3      | 0      | 31    | 1     |
| Сент-Джонстон     | Итого            | Итого            | 34   | 1    | 1     | 0     | —          | —          | 3      | 0      | 38    | 1     |
| Мотеруэлл         | Премьершип       | 2023/24          | 29   | 11   | 2     | 0     | —          | —          | 1      | 0      | 32    | 11    |
| Мотеруэлл         | Итого            | Итого            | 29   | 11   | 2     | 0     | —          | —          | 1      | 0      | 32    | 11    |
| Всего за карьеру  | Всего за карьеру | Всего за карьеру | 117  | 19   | 5     | 0     | —          | —          | 5      | 0      | 127   | 19    |

1. ↑  В графу «Прочие» входят игры и голы в плей-офф Турнира MLS is Back и Кубке шотландской лиги.

### Международная статистика
| Команда | Год   | Игры | Голы |
| ------- | ----- | ---- | ---- |
| Канада  |       |      |      |
| 2020    | 2     | 1    |      |
| Всего   | Всего | 2    | 1    |